# Cryphoeca angularis
Cryphoeca angularis is een spinnensoort uit de familie van de waterspinnen (Cybaeidae).
De wetenschappelijke naam van de soort werd in 1934 gepubliceerd door Kendo Saito.